# Кадока (Південна Дакота)
Кадока (англ. Kadoka) — місто (англ. city) в США, в окрузі Джексон штату Південна Дакота. Населення — 543 особи (2020).

## Географія
Кадока розташована за координатами 43°49′37″ пн. ш. 101°30′19″ зх. д. / 43.82694° пн. ш. 101.50528° зх. д. (43.827002, -101.505251).  За даними Бюро перепису населення США в 2010 році місто мало площу 5,99 км², з яких 5,92 км² — суходіл та 0,07 км² — водойми.

## Демографія
Згідно з переписом 2010 року, у місті мешкали 654 особи в 291 домогосподарстві у складі 160 родин. Густота населення становила 109 осіб/км².  Було 350 помешкань (58/км²).
Расовий склад населення:
| - 81,2 % — білих - 13,3 % — корінних американців - 0,5 % — чорних або афроамериканців |

До двох чи більше рас належало 5,0 %. Частка іспаномовних становила 0,2 % від усіх жителів.
За віковим діапазоном населення розподілялося таким чином: 24,9 % — особи молодші 18 років, 50,6 % — особи у віці 18—64 років, 24,5 % — особи у віці 65 років та старші. Медіана віку мешканця становила 44,5 року. На 100 осіб жіночої статі у місті припадало 88,5 чоловіків;  на 100 жінок у віці від 18 років та старших — 93,3 чоловіків також старших 18 років.
Середній дохід на одне домашнє господарство  становив 51 021 долар США (медіана — 37 455), а середній дохід на одну сім'ю — 66 973 долари (медіана — 60 000). Медіана доходів становила 38 542 долари для чоловіків та 31 103 долари для жінок. За межею бідності перебувало 17,8 % осіб, у тому числі 23,6 % дітей у віці до 18 років та 17,6 % осіб у віці 65 років та старших.
Цивільне працевлаштоване населення становило 361 особа. Основні галузі зайнятості: освіта, охорона здоров'я та соціальна допомога — 30,2 %, роздрібна торгівля — 11,9 %, мистецтво, розваги та відпочинок — 11,4 %, транспорт — 11,1 %.